# Fatehgarh Sahib (Distrikt)
Der Distrikt Fatehgarh Sahib (Panjabi ਫਤਹਿਗੜ੍ਹ ਸਾਹਿਬ ਜ਼ਿਲ੍ਹਾ, Hindi: फतेहगढ़ साहिब जिला) ist ein Distrikt im indischen Bundesstaat Punjab. Der Distrikt wurde am 13. April 1992 gegründet. Er liegt 50 km südöstlich der Stadt Ludhiana in der nordindischen Ebene. Der Distrikt ist landwirtschaftlich geprägt.
Er umfasst eine Fläche von 1180 km² (nach anderen Angaben 1147,79 km²). Die Distriktverwaltung liegt in Fatehgarh Sahib, das sich mit Sirhind zu der Stadt Sirhind-Fatehgarh Sahib zusammengeschlossen hat.
Der Distrikt ist nach Sahibzada Fateh Singh, dem jüngsten Sohn von Guru Gobind Singh benannt.

## Bevölkerung
Die Einwohnerzahl liegt beim Zensus 2011 bei 600.163. 10 Jahre zuvor waren es noch 538.470. Das Geschlechterverhältnis lag bei 871 Frauen auf 1000 Männer. Die Alphabetisierungsrate lag bei 79,35 % (83,33 % bei Männern, 74,80 % bei Frauen). 71,23 % der Bevölkerung waren Sikhs, 25,47 % Hindus und 2,80 % Muslime.

## Verwaltungsgliederung
Der Distrikt ist in 4 Tehsils gegliedert:
- Amloh
- Bassi Pathana
- Fatehgarh Sahib
- Khamanon

Städte vom Status eines Municipal Councils sind:
- Amloh
- Bassi Pathana
- Mandi Gobindgarh
- Sirhind-Fatehgarh Sahib

Ferner gibt es ein Nagar Panchayat im Distrikt: Khamanon.